# Olof Ohlsson (Spongenberg)
Olof Sixten "Olle" Ohlsson, senare med efternamnet Spongenberg, född 4 oktober 1888 i Eskilstuna, Sverige, död 21 juli 1962 i Bromma, Sverige, var en svensk landslagsspelare i fotboll som deltog i OS i London 1908. Han spelade där i Sveriges båda matcher i turneringen när man efter två förluster hamnade utanför medaljplats.
Ohlsson spelade under sin klubbkarriär för IFK Eskilstuna och tillhörde landslaget 1908, där han spelade  sammanlagt 4 landskamper och gjorde 1 mål.
Ohlsson bytte senare efternamn till Spongenberg och var yrkesverksam inom statsförvaltningen. Från 1946 var han byråchef vid Statens priskontrollnämnd.
Han är gravsatt tillsammans med sin hustru, advokat Hertha Spongenberg (1896–1973), på Bromma kyrkogård.

## Meriter

### I landslag
Sverige
- Uttagen till OS: 1908 (spelade i Sveriges båda matcher)
- 4 landskamper, 1 mål

### Webbsidor
- Profil på SOK.se
- Lista på landskamper, svenskfotboll.se, läst 2013 02 20
- "Olympic Football Tournament London 1908", fifa.com, läst 2013 02 20